# Hands Up! (1917)
Hands Up! é um filme mudo norte-americano de 1917, dirigido por Tod Browning e Wilfred Lucas. O roteiro é de Wilfred Lucas, que também foi o principal intérprete no elenco, juntamente com Colleen Moore e Monte Blue.

## Elenco
- Wilfred Lucas ... John Houston
- Colleen Moore ... Marjorie Houston
- Monte Blue ... Dan Tracy
- Beatrice Van ... Elinor Craig
- Rhea Haines ... Rosanna
- Bert Woodruff ... Tim Farley
- Kate Toncray ... Sra. Farley